# Schizura nitida
Schizura nitida är en fjärilsart som beskrevs av Alpheus Spring Packard 1864. Schizura nitida ingår i släktet Schizura och familjen tandspinnare. Inga underarter finns listade.